# Iphinoe fagei
Iphinoe fagei är en kräftdjursart som beskrevs av Jones 1955. Iphinoe fagei ingår i släktet Iphinoe och familjen Bodotriidae. Inga underarter finns listade i Catalogue of Life.